# Сухайла Сіддік
Генерал-лейтенант доктор Сухайла Сіддік (англ. Suhaila Siddiq, пушту جنراله ډاکټره سهيلا صديقيç) (11 березня 1949 — 4 грудня 2020), яку часто називали "генералом Сухайлою", була афганською політикинею. Вона працювала міністром охорони здоров’я з грудня 2001 по 2004 рік. До цього вона працювала генеральним хірургом у військах Афганістану. Під час роботи міністром в уряді, їй було присвоєно почесне звання (англ. Honorable). Сіддік була однією з небагатьох жінок-лідерів уряду в Афганістані і є єдиною жінкою в історії Афганістану, яка мала звання генерал-лейтенанта. Генерал Сіддік працювала в уряді Афганістану з часів правління Мухаммеда Захір-шаха.

## Ранні роки та освіта
Сухайла народилася в Кабулі, Афганістан. Згідно з різними джерелами вона народилася в 1938/1939, 1940, 1948 чи 1949 році. Вона належала до царської лінії Баракзаі Мохаммадзаі пуштунів.
Її мати, яка здобула освіту вчителя, та батько, який був губернатором Кандагару, заохочували своїх шести дочок ходити до школи та робити кар'єру. Закінчивши середню школу, вона два роки навчалася в Кабульському медичному університеті, а потім отримала стипендію на навчання в Москві; вона закінчила навчання у 1961 році.

## Кар'єра

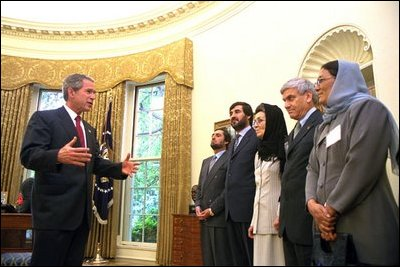
Президент США Джордж Буш на зустрічі з міністрами Афганістану в Овальному кабінеті 24 липня 2002 року. На фотографії зліва: Абдулла Абдулла,, Сухайла Сіддік, Мухаммад Амін Фарханг і.

Вона піднялася в рангах афганської армії під час холодної війни і керувала лікарнею Дауд Хан під час вторгнення СРСР в Афганістан, де вона врятувала життя сотень поранених солдатів і цивільних. В середині 80-х вона стала відомою як "генерал Сухайла".
Під час уряду Мухаммеда Наджибулли (1987–1992) Сухайлі було присвоєно звання генерального хірурга. Вона була начальником хірургії в головній кабульській лікарні Вазір Акбар Хан до і після руху Талібан. Спочатку її усунули з позиції в 1996, коли таліби прийшли до влади в 1996 році. Однак нова влада швидко зрозуміла, що це було помилкою позбавляти себе навичок найвідомішого хірурга Афганістану. Через кілька місяців її поновили на посаді за умови, що вона і її сестра Шафіка, яка була професором Кабульського політехнічного інституту, могли не носити бурку. За часів Талібану вона продовжувала навчати жінок медицині і відновила жіночий відділ лікарні, де вона працювала, після того, як таліби закрили його.
В інтерв'ю для The Guardian у 2002 вона сказала: "Це є предметом моєї гордості. Я залишилася у своїй країні і служила своєму народові. Я ніколи не втікла за кордон».
Після усунення уряду Талібану з Афганістану Сполученими Штатами та Британськими збройними силами Сіддік була призначена міністром охорони здоров'я та присягнула тимчасовому президенту Хаміду Карзаю. Одним із перших її дій було звернення за допомогою до міжнародного співтовариства щодо створення медичної робочої сили жінок. Вона зустріла команду Всесвітньої організації охорони здоров’я (ВООЗ), яку направили до зруйнованої війною країни для оцінки її потреб у здоров’ї, і сказала, що підготовка афганських жінок ма виключне значення, оскільки вони є ключовим активом системи охорони здоров’я.
Будучи міністром, у квітні 2002 року Сіддік контролювала вакцинацію близько 6 мільйонів афганських дітей проти поліомієліту від імені Дитячого фонду ООН. Вона наголошувала на важливості боротьби з ВІЛ/СНІД.
Роя Рахмані, перша жінка-посол Афганістану в США згадує про Сіддік так: "Виростаючи в Афганістані, я пам'ятаю, що коли люди, як чоловіки, так і жінки, вимовляли ім'я Сухайли Сіддік, вони робили це майже з благоговінням, ніби вона мала величезний авторитет", додаючи, що генерал Сіддік "була символом можливостей для жінок та дівчат в Афганістані".
Вона згадується і книзі Осне Саєрстад "Кабульський книгар".

## Погляди
До приходу Талібану до влади вона не ототожнювала себе з афганським жіночим рухом, який контролювався державою. Під час влади Талібану, вона не носила бурку, яка була обов'язковою для жінок. Вона стверджувала: "Жінки можуть бути слабшими за чоловіків фізично, але вони зовсім не слабкі психічно". Водночас вона коментувала: "Першочерговим завданням має бути освіта, заклади початкової школи, економіка та відбудова країни, але Захід концентрується на бурці та на тому, чи є політика Талібану кращою чи гіршою за інші режими".
Вона стверджувала, що Талібан неправильно інтерпретував Коран: "Це був тиранічний режим талібів проти жінок. Згідно з ісламом, чоловіки та жінки рівні, але Талібан вчинив злочин, не дозволивши жінкам і чоловікам рівні права".

## Особисте життя
Більшість свого життя Сіддік прожила в Афганістані. Вона не вийшла заміж і стверджувала, що занадто віддана своїй професії і не має часу на чоловіка: "Я не вийшла заміж, бо не хотіла отримувати накази від чоловіка". Її молодша сестра Мастура Азіз-Султан, яка померла у Вашингтоні, округ Колумбія, у 2014 році, також була лікарем, акушером-гінекологом, інші її сестри проживають у Сан-Дієго, Женеві та Сіднеї. 
Вона мала хворобу Альцгеймера.
Сухайла Сіддік померла у Кабулі 4 грудня 2020 року від ускладнень викликаних вірусом COVID 2019 у військовому госпіталі Сардар Мухаммед Дауд Хан в Кабулі, де вона раніше працювала.